# Klára Vyklická
Klára Vyklická (* 3. Juni 1993 in Brünn) ist eine tschechische Volleyballspielerin.

## Karriere
Vyklická begann ihre Karriere bei VK Královo Pole Brno. Seit 2013 ist sie tschechische Nationalspielerin. Von 2015 bis 2017 spielte die Mittelblockerin bei PVK Olymp Prag. Danach kehrte sie in ihre Heimatstadt zurück. 2019 wechselte Vyklická zum deutschen Bundesligisten 1. VC Wiesbaden.